# Gypona medica
Gypona medica är en insektsart som beskrevs av Delong och Martinson 1972. Gypona medica ingår i släktet Gypona och familjen dvärgstritar. Inga underarter finns listade i Catalogue of Life.